# Municipio de Whiteside
El municipio de Whiteside (en inglés: Whiteside Township) es un municipio ubicado en el condado de Beadle en el estado estadounidense de Dakota del Sur. En el año 2010 tenía una población de 34 habitantes y una densidad poblacional de 0,35 personas por km².

## Geografía
El municipio de Whiteside se encuentra ubicado en las coordenadas 44°30′9″N 98°38′26″O / 44.50250, -98.64056. Según la Oficina del Censo de los Estados Unidos, el municipio tiene una superficie total de 95.88 km², de la cual 95,88 km² corresponden a tierra firme y (0 %) 0 km² es agua.

## Demografía
Según el censo de 2010, había 34 personas residiendo en el municipio de Whiteside. La densidad de población era de 0,35 hab./km². De los 34 habitantes, el municipio de Whiteside estaba compuesto por el 97,06 % blancos y el 2,94 % eran de una mezcla de razas. Del total de la población el 0 % eran hispanos o latinos de cualquier raza.